# Банку
Банку (рум. Bancu) — село у повіті Харгіта в Румунії. Входить до складу комуни Чуксинджорджу.
Село розташоване на відстані 207 км на північ від Бухареста, 12 км на південний схід від М'єркуря-Чука, 76 км на північ від Брашова.

## Населення
За даними перепису населення 2002 року у селі проживали 1384 особи. Рідною мовою 1381 особа (99,8%) назвала угорську.
Національний склад населення села:
| Національність | Кількість осіб | Відсоток |
| -------------- | -------------- | -------- |
| угорці         | 1336           | 96,5%    |
| цигани         | 43             | 3,1%     |
| румуни         | 5              | 0,4%     |